# Bullenkuhle
Bullenkuhle este o arie protejată (arie specială de conservare — SAC, sit de importanță comunitară — SCI) din Germania întinsă pe o suprafață de 2,55 ha, integral pe uscat.

## Localizare
Centrul sitului Bullenkuhle este situat la coordonatele 52°48′52″N 10°31′05″E / 52.8144°N 10.5181°E.

## Înființare
Situl Bullenkuhle a fost declarat sit de importanță comunitară în octombrie 1998 pentru a proteja 1 specie de animale. Situl a fost protejat și ca arie specială de conservare în decembrie 2007.

## Biodiversitate
Situată în ecoregiunea atlantică, aria protejată conține 8 habitate naturale: Lacuri și iazuri distrofice naturale, Pajiști uscate europene, Formațiuni de Juniperus communis pe lande sau pajiști calcaroase, Turbării active, Mlaștini oligotrofe degradate, capabile încă de regenerare naturală, Mlaștini turboase de tranziție și turbării mișcătoare, Depresiuni pe substraturi de turbă de Rhynchosporion, Mlaștini împădurite.
La baza desemnării sitului se află o specie protejată de  amfibieni: triton cu creastă (Triturus cristatus).